# Theropoda
Theropoda ou terópodes (que significa "pés de ser selvagem") é uma subordem de dinossauros bípedes, geralmente (mas não necessariamente) carnívoros ou omnívoros. As aves fazem parte deste grupo.

## História evolutiva

### Triássico
O grupo Theropoda surgiu no início do período Triássico há aproximadamente 230 milhões de anos como pequenos animais carnívoros.
Alguns paleontólogos consideram os herrerasaurídeos como membros dos Theropoda, enquanto outros teorizam o grupo como sendo saurísquios primitivos muito mais próximos dos sauropodomorfos do que dos terópodes verdadeiros.
O terópode não-ambíguo mais primitivo é o Eodromaeus murphi, que viveu há aproximadamente 230 milhões de anos. O neoterópode mais antigo conhecido, Camposaurus arizonensis, tem cerca de 220 milhões de anos de idade.

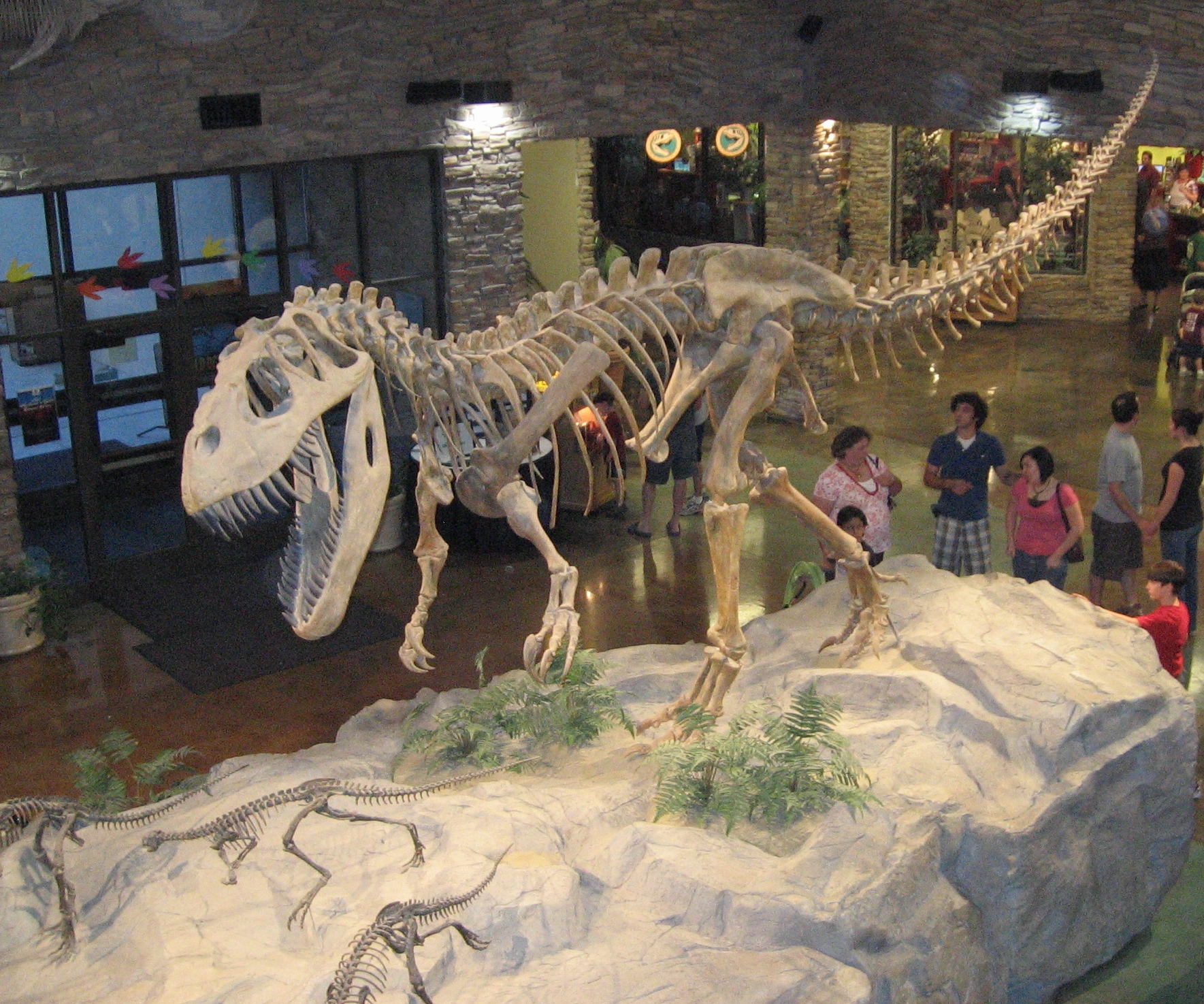
Torvosaurus tanneri, um grande terópode carnossauro do Jurássico Superior.

### Jurássico
Os celofisóides do final do Triássico possivelmente deram origem aos dilofossaurídeos do início do Jurássico. Todos os dilofosaurídeos são conhecidos por cristas grandes e distintivas na cabeça. Acredita-se que essas cristas tinham tido muitos usos diferentes, inclusive sendo usados para exibição, atrair fêmeas ou intimidar rivais. Sugeriu-se que as cristas simbolizavam um dimorfismo sexual, mas essa interpretação das cristas é controversa.
Os terópodes dessa época eram de pequeno a médio porte, com alguns deles atingindo 7 metros de comprimento.
Os ceratossaurianos, um pouco mais avançados, apareceram durante o Jurássico Inferior e continuaram até o Cretáceo Superior. Eles competiam com seus parentes tetanuros, que eram mais anatomicamente avançados.
Os tetanuranos eram mais especializados do que os ceratossaurianos. Eles são subdivididos em Megalosauroidea (alternativamente Spinosauroidea), e Avetheropoda, que, como o próprio nome indica, inclui todos os terópodes mais aparentados com as aves do que com outros clados de dinossauros carnívoros. Avetheropoda, por sua vez, é dividida em Carnosauria e Coelurosauria (grupo que engloba tiranossaurídeos, maniraptores, entre outros).
Assim, durante o Jurássico Superior, não havia menos do que quatro linhagens distintas de terópodes: ceratossaurianos, megalossaurianos, carnossauros e celurossauros - predizendo a abundância de dinossauros herbívoros pequenos e grandes.
Foi no Jurássico Médio ou no Jurássico Superior que viveram os dinossauros emplumados mais antigos; Na família Scansoriopterygidae, o Epidexipteryx hui viveu entre há 168 e há 152 milhões de anos e o Yi qi viveu há entre 165 e 153 milhões de anos. Na família Anchiornithidae, Anchiornis huxleyi viveu há entre 160,89 e 160,25 milhões de anos, podendo ou não ser mais antigo que os dinossauros da família Scansoriopterygidae.

### Cretáceo

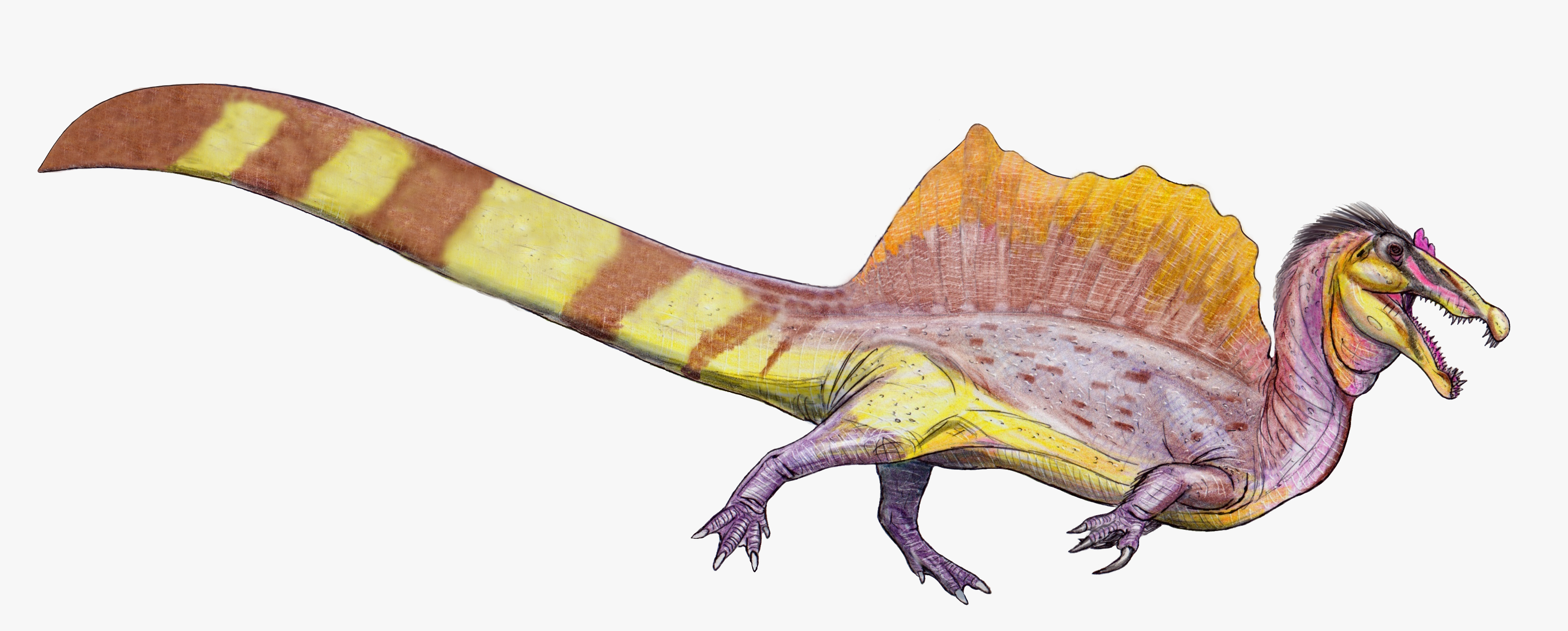
Reconstrução de um Spinosaurus aegyptiacus, o maior dinossauro carnívoro, mostrado aqui nadando, algo que fazia parte de seu cotidiano semi-aquático.

O desenvolvimento máximo dos terópodes ocorreu nessa época, havendo de pequeníssimos a imensos, e se alimentando de tudo e vivendo em todos os continentes.
Todos os quatro grupos sobreviveram no Cretáceo, e três deles - os ceratosaurianos, os celurossauros e os carnossauros - sobreviveram até o final do período, onde estavam separados geograficamente, os ceratosaurianos e os carnossauros em Gondwana e os celurossauros na Laurasia.
A principal família de ceratossaurianos no Cretáceo foi a Abelisauridae. Os abelissaurídeos floresceram no Hemisfério Sul. No período Cretáceo, os abelissaurídeos aparentemente se tornaram extintos na Ásia e na América do Norte, possivelmente devido à concorrência com tiranossaurídeos. No entanto, os abelissaurídeos mais avançados persistiram nos continentes do sul até o evento de extinção do Cretáceo-Paleogeno há cerca de 66 milhões de anos. A maioria dos abelisaurídeos havia reduzido em grande proporção seus membros anteriores, com os do Carnotaurus sendo os menores de todos os terópodes. Nem todos foram gigantes: os noassaurideos eram abelisauroideos de pequeno porte, com seus principais representantes medindo entre 1,2 e 2,4 metros de comprimento.
A principal família de megalossaurianos foi a Spinosauridae: Baryonyx, Suchomimus, Irritator e Spinosaurus foram todos eram predadores de grande porte com crânios alongados, semelhantes a crocodilos. Eles caçavam principalmente peixes e alimentavam-se ocasionalmente de outros animais, e evidências recentes sugerem uma existência semiaquática para membros deste clado. Fósseis de espinossaurídeos foram encontrados em todo o mundo, incluindo África, Europa, América do Sul e Ásia.

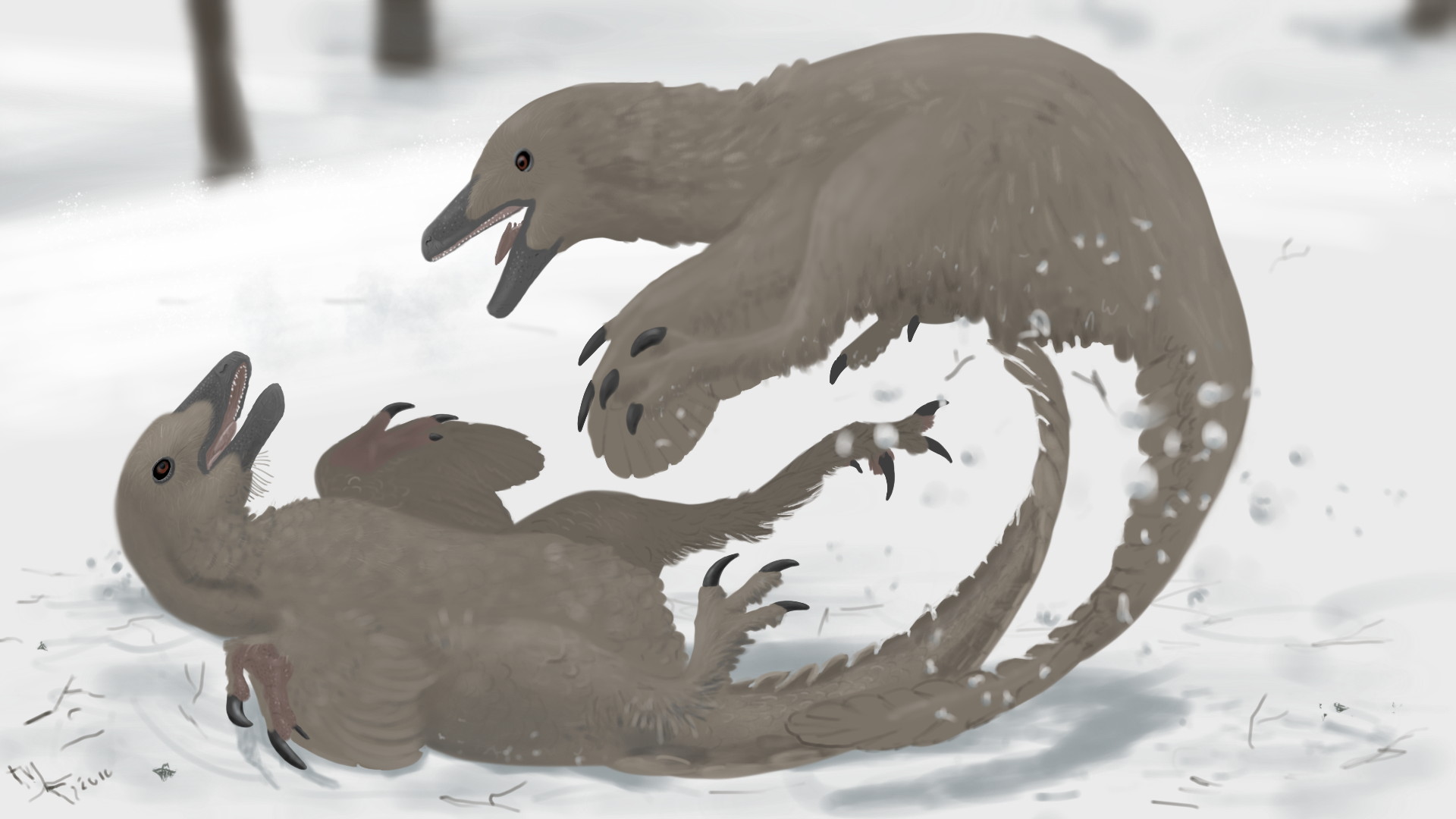
Reconstrução de dois jovens Stenonychosaurus inequalis, espécie de terópode não-aviano mais inteligente conhecida.

A principal família de carnossauros a surgir no Cretáceo foi a Carcharodontosauridae. Juntamente com os espinossaurídeos, os carcarodontossaurídeos foram os maiores predadores no Cretáceo Inferior em toda Gondwana, com espécies também presentes na América do Norte (Acrocanthosaurus) e na Ásia (Shaochilong). Os carcarodontosaurídeos incluíram alguns dos maiores predadores já conhecidos da história do planeta Terra: Giganotosaurus, Mapusaurus, Carcharodontosaurus e Tyrannotitan, todos rivalizavam ou ultrapassavam ligeiramente o Tyrannosaurus em comprimento. Eles poderiam ter sido substituídos pelos abelissaurídeos em Gondwana e por tiranossaurídeos na América do Norte e na Ásia. De acordo com Fernando Novas e colegas, o desaparecimento de carcarodontossaurídeos e espinossaurídeos e outras formas de fauna, tanto em Gondwana quanto na América do Norte, parece indicar que essa substituição faunística ocorreu em escala global.
De todos os grupos de terópodes, os celurossauros foram, de longe, os mais diversos. Alguns grupos de celurossauros que floresceram durante o Cretáceo foi a Tyrannosauridae (incluindo o Tyrannosaurus), a Dromaeosauridae (incluindo Velociraptor e Deinonychus, que são notavelmente semelhantes em forma a pássaros primitivos como o Archaeopteryx), Troodontidae (ainda mais parecidos com pássaros), Oviraptorosauria, Ornithomimosauria, os estranhos herbívoros de garras gigantes Therizinosauridae e a Avialae, que inclui aves modernas e é a única linhagem de dinossauros a ter sobrevivido ao evento de extinção do Cretáceo-Paleogeno. Embora as raízes desses vários grupos sejam encontradas no Jurássico Médio, elas só se tornaram abundantes durante o Cretáceo. Alguns paleontólogos, como Gregory S. Paul, sugeriram que alguns ou todos estes terópodes avançados eram realmente descendentes de dinossauros voadores como o Archaeopteryx que perderam a habilidade de voar e retornaram para um habitat terrestre.
Em Julho de 2014, cientistas relataram mais detalhes da evolução das aves de outros dinossauros terópodes. Entre as características que ligam os dinossauros terópodes aos pássaros, estão a fúrcula (osso da sorte), ossos pneumáticos, incubação dos ovos e (em celurossauros, pelo menos) as penas.

### Pós-Cretáceo

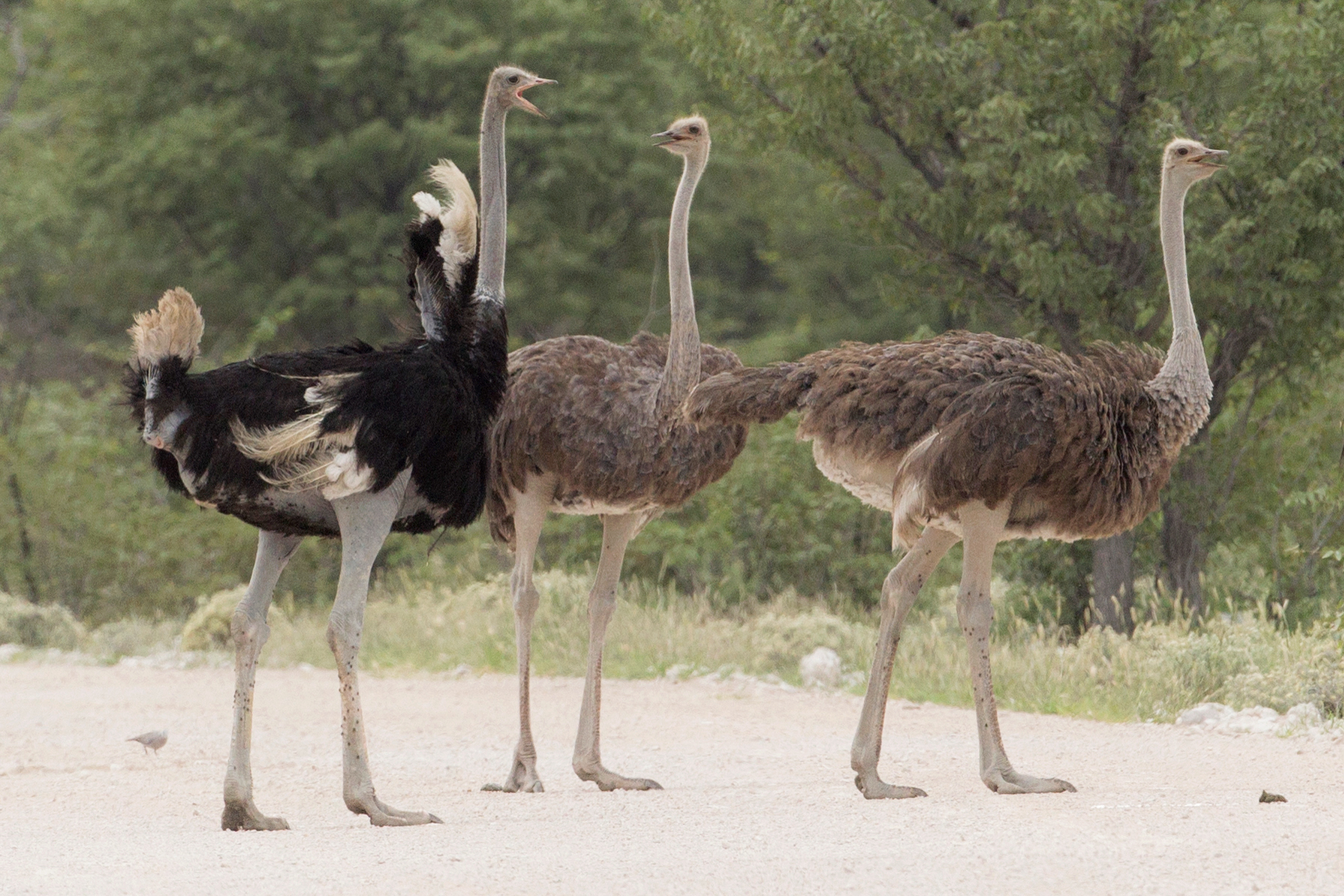
Avestruz (Struthio camelus), um terópode moderno.

No final do Cretáceo, o impacto de um grande corpo celeste provocou uma grande extinção em massa, que eliminou uma grande porcentagem da fauna e flora global. Entre os dinossauros, quase nenhum sobreviveu. Somente alguns pequenos terópodes do clado Avialae sobreviveram. O tamanho diminuto destes animais lhes proporcionou uma vantagem em relação aos dinossauros maiores, já que precisavam de menos comida para sobreviver.
Estas aves eram provavelmente parecidas com codornas e eram predominantemente terrestres, o que era outra vantagem, já que as aves que dependiam das árvores e florestas para se alimentar e se esconder teriam sido mortas pelos incêndios florestais que ocorreram na época. As poucas aves restantes teriam então sobrevivido ao inverno intenso se alimentando de sementes enterradas no solo.
A capacidade de voar proporcionou às aves uma diversificação extraordinária, e atualmente são encontradas em todo o mundo, vivendo e se reproduzindo em todos os continentes. A maior biodiversidade de aves tem lugar nas regiões tropicais; a velocidade de especiação é superior nas latitudes mais elevadas, embora a velocidade de extinção seja também superior à dos trópicos. Várias famílias de aves evoluíram para se adaptar à vida nos oceanos. Algumas espécies de aves marinhas regressam à costa apenas para nidificar e alguns pinguins são capazes de mergulhar até 300 metros de profundidade.
Muitas espécies de aves estabeleceram o seu território nas regiões em que foram introduzidas pelo ser humano. A introdução de algumas espécies foi deliberada, como por exemplo o faisão-comum, que foi introduzido em todo o mundo como ave de caça. Outras introduções foram acidentais, como o periquito-monge que atualmente está presente em várias cidades norte-americanas como consequência de fugas de cativeiro.
As dietas das aves são bastante variadas, podendo incluir néctar, frutas, plantas, sementes, carcaças e vários animais de menor dimensão, incluindo outras aves.

## Paleobiologia

### Tamanho
O Tyrannosaurus foi por décadas o maior e mais popular terópode pré-histórico conhecido do público geral desde o século XX. Depois de sua descoberta, no entanto, uma série de outros dinossauros carnívoros gigantes têm sido descritas, incluindo Spinosaurus, Carcharodontosaurus, e Giganotosaurus. Os espécimes originais de Spinosaurus (assim como fósseis novos descobertos em 2006) apoiam a ideia que Spinosaurus é maior do que Tyrannosaurus, mostrando que Spinosaurus era provavelmente 3 metros mais comprido, embora o Tyrannosaurus ainda pudesse ser mais massivo do que o Spinosaurus. Espécimes como Sue e Scotty são estimados como os terópodes mais pesados conhecidos pela ciência. Mesmo ainda não tendo uma explicação clara para estes animais terem crescido muito mais do que os predadores que vieram antes e depois deles. Esses animais normalmente ocupavam nichos ecológicos de predadores de animais igualmente grandes ou até mesmo maiores. Foi levantada a hipótese de que o Mapusaurus vivia em bandos e, juntos, caçavam o gigantesco saurópode Argentinosaurus com múltiplas mordidas, que levariam à perda de grandes quantidades de sangue e infecção, apesar de também existir a possibilidade de que a presença de vários Mapusaurus no mesmo lugar seja uma coincidência e que eles talvez não caçassem em grupo.
Em 2009, foi descoberto na Coreia do Sul pegadas de um bebé terópode com 1,21 e 1,57 cm de comprimento, estimando-se que o animal tivesse apenas 10 cm de altura e tivesse acabado de nascer.
O menor terópode não-avialano conhecido em espécimes adultos é o Anchiornis huxleyi, um troodontideo que podia pesar ate 110 gramas e medindo 34 centímetros de comprimento sem as penas da cauda. O atual colibri-abelha, Mellisuga helenae, é o menor dinossauro de todos, com 1,8 g de massa e 6 cm de comprimento. Entre os não-avianos (excluindo a família Scansoriopterygidae, de classificação problemática), um dos menores era o alvarezsaurídeo Parvicursor remotus media entre 30 e 40 centímetros de comprimento e possuía aproximadamente 200 gramas de massa. Uma outra espécie de alvarezsaurídeo, de epíteto específico minutus e ainda não incluída formalmente em um gênero, supostamente mede 30 centímetros de comprimento.
O maior dinossauro vivo é o avestruz, Struthio camelus, mede de 1,7 a 2,8 metros de altura e normalmente pesam de 63 a 145 quilogramas. No passado, a ave-elefante Aepyornis maximus atingia 3 metros de altura e uma massa de 400 quilogramas. A maior envergadura atual é a do albatroz-errante, Diomedea exulans, com até 3,7 metros da ponta de uma asa até a outra, embora existam alegações não-confirmadas de supostos espécimes ainda maiores, de 4,22 e 5,3 m. A ave extinta Pelagornis sandersi possuía uma envergadura de 6,1 a 7,4 metros.